# Василина Поліна Русланівна
Поліна Русланівна Василина (нар. 15 травня 1998, м. Київ, Україна) — українська акторка.

## Життєпис
Поліна Василина народилася 15 травня 1998 року в місті Києві.
Навчалася у школі № 24, згодом у Технічному ліцеї Шевченківського району.
Навчається в Київський національний університет театру, кіно і телебачення , майстерня Денисенко Тарас Володимирович.

## Фільмографія
| Рік  | Назва                            | Роль                 | Примітка               | Режисер                      |
| ---- | -------------------------------- | -------------------- | ---------------------- | ---------------------------- |
| 2017 | Телесеріал «Спокуса і труси»     | Інна (в молодості)   | Другий план, 2-4 серії | І.Забара                     |
| 2017 | Телесеріал «Троє в лабіринті»    | Ірина (в молодості)  | Другий план            | В.Янощук                     |
| 2017 | Телесеріал «Восток-Запад 2»      | Віка                 | Другий план            | Д.Елеонський                 |
| 2017 | Телесеріал «Кладовая жизни»      | Ліза                 | Другий план            | О.Ітигілов                   |
| 2017 | Міні-серіал «Конвой»             | Катя                 | Головна роль           | В.Ващенко                    |
| 2017 | Телесеріал «Райське місце»       | Наталя               | Другий план            | Д.Гольдман                   |
| 2018 | Телесеріал «Родная кровь»        | Ксенія               | Другий план            | Р.Барабаш                    |
| 2018 | Фільм «Скажене весілля»          | Катерина Середюк     | Головна роль           | В.Клімчук                    |
| 2018 | Телесеріал «Жить ради любви»     | Маша                 | Головна роль           | С.Толкушкін                  |
| 2018 | Телесеріал «За вітриною»         | Віра                 | Другий план            | М. Погребиська               |
| 2018 | Телесеріал «Ангеліна»            | Аліса Коростильова   | Головна роль           | Р. Барабаш                   |
| 2018 | Телесеріал «Дорога додому»       | Даша                 | Другий план            | П.Тупік                      |
| 2018 | Телесеріал «Жити заради кохання» | Маша                 | Головна роль           | С. Толкушкін                 |
| 2019 | Фільм «Скажене весілля 2»        | Катерина Середюк     | Головна роль           | В.Клімчук                    |
| 2019 | Фільм «Крути 1918»               | Олеся                | Епізод                 | О. Шапарєв                   |
| 2019 | Телесеріал «З мене досить»       | Христина             | Головна роль           | Р. Барабаш                   |
| 2019 | Телесеріал «СидорЕнки-СидОренки» | Аля                  | Головна роль           |                              |
| 2020 | Фільм «Гола правда»              | Єва                  | Головна роль           | О. Бєляк                     |
| 2020 | Серіал «Дільничний з ДВРЗ »      | Поліна, донька Грача | Другий план            | Роман Бровко, Роман Ткаченко |